# Aristolochia conversiae
Aristolochia conversiae Pfeifer – gatunek rośliny z rodziny kokornakowatych (Aristolochiaceae Juss.). Występuje endemicznie w południowej części Meksyku.

## Morfologia
PokrójBylina pnąca.
LiścieMają sercowaty lub grotowaty kształt. Mają 1–4 cm długości oraz 1,5–3 cm szerokości. Nasada liścia ma sercowaty kształt. Całobrzegie, z tępym lub ostrym wierzchołkiem. Ogonek liściowy jest owłosiony i ma długość 5–15 mm.
KwiatyPojedyncze. Mają purpurową barwę i 6–10 mm długości. Mają po 5 pręcików.
OwoceTorebki o podłużnie cylindrycznym kształcie. Mają 6–8 mm długości i 8–10 mm szerokości.

## Biologia i ekologia
Rośnie w zaroślach. Występuje na wysokości od 1800 do 2400 m n.p.m.